# Richard Bennett (gitarist)
Richard Bennett (Chicago, 22 juli 1951) is een Amerikaanse rock-, countrygitarist en muziekproducent.

## Biografie
Bennett begon zijn carrière in clubs in Phoenix (Arizona) aan het eind van de jaren 1960, totdat hij werd ontdekt door Al Casey, die hem naar Los Angeles bracht en een lange carrière als studiomuzikant bezorgde. Hij speelde op een paar nummers op het album Stones van Neil Diamond uit 1971. Moods was zijn eerste volledige album met hem en hij speelde tot 1987 op elk Diamond-album en toerde 17 jaar met hem. Hij schreef ook samen met Diamond, waaronder het up-tempo Forever in Blue Jeans van het album You Don't Bring Me Flowers uit 1978, dat de Top 20 bereikte.
In Let Your Love Flow van The Bellamy Brothers uit 1975 speelt Bennett leadgitaar. Het nummer komt ook voor in een Britse Barclay's Bank-commercial en is geschreven door Larry E. Williams, een lid van het wegpersoneel van Neil Diamond.
De oorspronkelijke leden van The Notorious Cherry Bombs, eind jaren 1970 geformeerd als de roadband van Rodney Crowell, zijn onder meer de gitaristen Vince Gill en Richard Bennett, toetsenist Tony Brown, steelgitarist Hank DeVito, drummer Larrie Londin en bassist Emory Gordy jr. Een aangepaste bezetting muzikanten gingen begin 2004 de studio in om The Notorious Cherry Bombs op te nemen, hun eerste album als band.
Uit de albumnotities van Bennetts soloalbum Themes From A Rainy Decade schrijft Mark Knopfler: Al bijna tien jaar heb ik het geluk gehad Richard Bennett als vriend en als lid van de band te hebben. Zijn rustige, bescheiden manier verbergt een encyclopedische kennis van allerlei soorten roots en rockmuziek, van hillbilly tot Hawaiian, moeiteloos gespeeld op een verscheidenheid aan instrumenten, die tevoorschijn komen uit een reiskoffer zo groot als een airstream-trailer. Moge zijn krakende gitaarspel een plaats in je leven vinden zoals in het mijne.
Bennetts elektrische gitaarintro voor Heaven Only Knows van Emmylou Harris (van haar door Bennett geproduceerde Bluebird-album) was het eerste geluid dat te horen was in de seizoensopening van 2004 van The Sopranos.
Bennett draagt elektrische sitar bij aan het album American Standard uit 2007 van Thelonious Moog.

## Privéleven
Bennetts broer is Jon 'Bermuda' Schwartz, drummer voor "Weird Al" Yankovic sinds 1980.

## Discografie

### Soloalbums
- 2004: Themes from a Rainy Decade (Moderne Shellac)
- 2008: Code Red Cloud Nine (Moderne Shellac)[5]
- 2010: Valley of the Sun (Moderne Shellac)
- 2013: For the Newly Blue (Moderne Shellac)
- 2015: Contrary Cocktail (Moderne Shellac)[6]
- 2018: Ballads in Otherness (Moderne Shellac)

### MetNeil Diamond
- 1974: Serenade (Columbia)
- 1976: Beautiful Noise (Columbia)
- 1977: I'm Glad You're Here with Me Tonight (Columbia)
- 1978: You Don't Bring Me Flowers (Columbia)
- 1979: September Morn (Columbia)
- 1981: On the Way to the Sky (Columbia)
- 1982: Heartlight (Columbia)
- 1984: Primitive (Columbia)
- 1986: Headed for the Future (Columbia)
- 1988: The Best Years of Our Lives (Columbia)
- 2014: Melody Road (Capitol)
- 2016: Acoustic Christmas (Capitol)

### MetMark Knopfler
- 1996: Golden Heart (Warner Bros.)
- 2000: Sailing to Philadelphia (Warner Bros.)
- 2002: The Ragpicker's Dream (Warner Bros.)
- 2004: Shangri-La (Warner Bros.)
- 2006: All the Roadrunning (Mercury) met Emmylou Harris
- 2009: Get Lucky (Reprise Records)
- 2012: Privateering (Mercury)
- 2015: Tracker (Mercury)
- 2018: Down the Road Wherever (Virgin EMI)

### Als componist
- 1988: Steve Earle - Copperhead Road (Uni) - track 8, Waiting on You (mede-geschreven met Steve Earle)
- 1991: Steve Earle and the Dukes - Shut Up and Die Like an Aviator (MCA) - track 2, Good Ol' Boy (Gettin' Tough) (mede-geschreven met Steve Earle)

### Als producent
- 1986: Steve Earle - Guitar Town (MCA) geassocieerde producent
- 1987: Steve Earle and the Dukes - Exit 0 (MCA) co-producent
- 1989: Emmylou Harris - Bluebird (Reprise) co-producent
- 1990: Emmylou Harris - Brand New Dance (Reprise) co-producent
- 1992: Emmylou Harris and the Nash Ramblers - At the Ryman (reprise)
- 1994: Marty Brown - Cryin', Lovin', Leavin' (MCA)
- 1995: Kim Richey - Kim Richey (Mercury)
- 1996: Steve Earle - I Feel Alright (Warner Bros.) co-producent
- 2005: various artists - Train of Love: A Tribute to Johnny Cash (CMH)
- 2009: Phil Lee - So Long, It's Been Good to Know You (Palookaville)
- 2017: Steve Earle and the Dukes - So You Wannabe An Outlaw (Warner Bros.)

### Verschijnt ook op

#### 1972-1973
- 1972: Four Tops - Keeper of the Castle (Dunhill Records)
- 1972: Alex Harvey - Souvenirs (Capitol)
- 1973: Vikki Carr - Ms. America (Columbia)
- 1973: Jim Grady - Jim Grady (20th Century Fox Records)
- 1973: Chuck Jackson - Through All Times (ABC Records)
- 1973: Billy Joel - Piano Man (Columbia)
- 1973: Barbara Keith - Barbara Keith (Reprise)
- 1973: The Partridge Family - Bulletin Board (Bell Records)
- 1973: Austin Roberts - The Last Thing On My Mind (Chelsea Records)
- 1973: T-Bone Walker - Very Rare (Reprise)
- 1973: Andy Williams - Solitaire (Columbia)

#### 1974-1979
- 1974: Karl Erikson - I Am Next (United Artists Records)
- 1974: Lobo - Just A Singer (Big Tree Records)
- 1974: Billy Joel - Streetlife Serenade (Columbia)
- 1974: Dave Mason - Dave Mason (Columbia)
- 1974: Kenny Rankin - Silver Morning (Little David Records
- 1974: Jim Stafford - Jim Stafford (MGM Records)
- 1974: Ringo Starr - Goodnight Vienna (Apple Records)
- 1975: Eric Andersen - Be True to You (Arista Records)
- 1975: Jim Stafford - Not Just Another Pretty Foot (MGM)
- 1976: Bellamy Brothers - Let Your Love Flow (Curb)
- 1977: Michael Omartian - Adam Again (Myrrh Records)
- 1977: Helen Reddy - Ear Candy (Capitol)
- 1978: Bellamy Brothers - Beautiful Friends (Warner Bros.)
- 1978: Helen Reddy - We'll Sing in the Sunshine (Capitol)
- 1978: Neil Diamond - You Don't Bring Me Flowers (Columbia)
- 1979: Dave Lambert - Framed] (Polydor Records)

#### 1980-1985
- 1980: Allan Clarke - Legendary Heroes (Elektra Records)
- 1981: Rodney Crowell - Rodney Crowell (Warner Bros. Records)
- 1981: Carole Bayer Sager - Sometimes Late at Night (Boardwalk)
- 1982: Rosanne Cash - Somewhere in the Stars (Columbia)
- 1983: Sissy Spacek - Hangin' Up My Heart (Atlantic Records)
- 1983: "Weird Al" Yankovic - "Weird Al" Yankovic (Rock 'n Roll Records)
- 1984: Vince Gill - Turn Me Loose (RCA)
- 1985: Vince Gill - The Things That Matter (RCA)
- 1985: George Strait - Something Special (MCA Records)

#### 1986-1999
- 1986: Mac Davis - Somewhere in America (MCA)
- 1986: Waylon Jennings - Will the Wolf Survive (MCA)
- 1986: Nicolette Larson - Rose of My Heart (MCA)
- 1986: George Strait - #7 (MCA)
- 1986: Rodney Crowell - Street Language (CBS)
- 1987: Waylon Jennings - Hangin' Tough (MCA)
- 1987: Conway Twitty - Borderline (MCA)
- 1987: Ricky Van Shelton - Wild-Eyed Dream (Columbia)
- 1989: Lyle Lovett and his Large Band - Lyle Lovett and His Large Band (MCA/Curb)
- 1989: Juice Newton - Ain't Gonna Cry (RCA)
- 1990: Rosanne Cash - Rosanne Cash (Columbia)
- 1991: Vince Gill - Pocket Full of Gold (MCA)
- 1992: Alabama - American Pride (RCA Victor)
- 1992: Vince Gill - I Still Believe In You (MCA)
- 1992: Joan Baez - Play Me Backwards (Virgin)
- 1994: Hal Ketchum - Every Little Word (Curb)
- 1995: Emmylou Harris - Wrecking Ball (Elektra)
- 1995: Billy Pilgrim - Bloom (Atlantic)
- 1997: Matraca Berg - Sunday Morning to Sunday Nights (Rising)
- 1997: Phillips Craig & Dean - Where Strength Begins (Star Song Communications)
- 1998: Allison Moorer - Alabama Song (MCA)

#### 2000-2009
- 2000: Allison Moorer - The Hardest Part (MCA Nashville)
- 2000: Trisha Yearwood - Real Live Woman (MCA Nashville)
- 2000: Wynonna Judd - New Day Dawning (Curb)
- 2002: Amy Grant - Legacy... Hymns and Faith (Word Records/A&M Records)
- 2004: Cerys Matthews - Cockahoop (Rough Trade Records/Blanco y Negro Records)
- 2004: Mary Chapin Carpenter - Between Here and Gone (Columbia)
- 2005: Amy Grant - Rock of Ages... Hymns and Faith (Word)
- 2005: Miranda Lambert - Kerosene (Epic)
- 2005: Rodney Crowell - The Outsider (Columbia)
- 2006: Eric Church - Sinners Like Me (Capitol Records Nashville)
- 2006: Vince Gill - These Days (MCA)
- 2006: Lee Hazlewood - Cake or Death (Ever)
- 2007: Miranda Lambert - Crazy Ex-Girlfriend (Sony Music)
- 2008: Eric Brace and Peter Cooper - You Don't Have to Like Them Both (Red Beet Records)
- 2008: Emmylou Harris - All I Intended to Be (Nonesuch)
- 2009: Miranda Lambert - Revolution (Columbia)

#### 2010-heden
- 2010: Allison Moorer - Crows (Rykodisc)
- 2011: Eric Brace and Peter Cooper - Master Session (Red Beet)
- 2011: Miranda Lambert - Four the Record (MCA)
- 2011: Vince Gill - Guitar Slinger (Hump)
- 2011: Matraca Berg - The Dreaming Fields (Dualtone Records)
- 2012: Pistol Annies - Hell on Heels (Columbia)
- 2012: Willie Nelson and Friends - Stars & Guitars (Lost Highway)
- 2013: Sheryl Crow - Feels Like Home (Old Green Barn / Sea Gayle Music / Warner Bros.)
- 2013: Ashley Monroe - Like a Rose (Warner Bros.)
- 2014: Miranda Lambert - Platinum (RCA)
- 2014: Beth Nielsen Chapman - Uncovered (BNC)
- 2014: Garth Brooks - Man Against Machine (RCA Records Nashville)
- 2014: Josh Thompson - Turn it Up (Show Dog-Universal Music)
- 2015: Dawes - All Your Favorite Bands (HUB)
- 2015: Amy Grant - Be Still and Know... Hymns & Faith (Universal)
- 2015: Ashley Monroe - The Blade (Warner Music Nashville)
- 2015: Spooner Oldham - Pot Luck (Light in the Attic Records)
- 2016: Paul Burch - Meridian Rising (Plowboy)
- 2016: Mo Pitney - Behind This Guitar (Curb)
- 2016: Shawn Colvin and Steve Earle - Colvin and Earle (Fantasy Records)
- 2016: Vince Gill - Down to My Last Bad Habit (MCA Nashville/Universal)
- 2016: Darrell Scott - Couchville Sessions (Full Light)
- 2017: Rodney Crowell - Close Ties (New West Records)
- 2017: Steve Earle and the Dukes - So You Wannabe an Outlaw (Warner Bros.)
- 2017: Alison Krauss - Windy City (Capitol/Decca)
- 2018: Tom Rush - Voices (Appleseed)